# バック・トゥ・ザ・デイズ
バック・トゥ・ザ・デイズ（Back to the Days）は、2009年6月1日から11月30日まで青森テレビ（ATV）で月曜19:50 - 19:55に放送されていたミニ番組。
同年12月1日で開局40周年を迎えるのを記念し、ATVで過去に放送された番組を紹介する番組である。ハイビジョン制作（アナログ放送ではレターボックス放送）。タイトルロゴ上は、バックトゥザ・デイズとなっている。

## 内容
映画バック・トゥ・ザ・フューチャーシリーズのパロディである。タイムマシーン『ATV40周年号』で過去にタイムスリップする（過去には1分程度しかいられない）という、設定の内容である。

## 放送時間
- 月曜日19:50-19:55

## 出演者
- ドク川口…川口浩一
  - 番組のメインナビゲーターで、40周年号の操縦者。最終回（後述）では、現役最年長アナウンサーに扮していた。
- マーティー小林…小林祐太
  - 40周年号の同乗者。全出演者の中で唯一変装をしていないキャラクター。第5回より本家よろしく救命胴衣を着用。最終回では社長秘書に扮していた（本人はこの部分のみ変装）。

### ドク川口の代役
- ビーフ津田…津田禎
  - 2009年8月の全放送分に出演[注釈 1]。本家と異なり、その風貌は横浜銀蠅や竹の子族など、1980年代の不良のイメージそのもので、リーゼントヘア（もちろんカツラ）が異様に出っ張っているのが特徴。不良キャラの位置づけながら時折、東北訛りで喋ることがあった[注釈 2]。最終回ではATVの社長に扮していた。
- ロレイン池田…池田麻美
  - 2009年10月の全放送分に出演。唯一の女性キャラクターで金髪（これもカツラ）。タイムスリップ前に必ずダジャレを言うなど、マーティーを呆れさせる言動が多かった。最終回ではアンドロイドの女性アナウンサーに扮していた。

## 放映リスト
| 回数 | 放送日     | 内容（タイムスリップした出来事、番組）                                                                                                  | 40周年号の操縦者 |
| ---- | ---------- | --- | ---------------- |
| 1    | 2009/6/1   | 青森テレビ開局、開局セレモニーなど（1969年）                                                                                            | ドク川口         |
| 2    | 2009/6/8   | 「ATV土曜スタジオ」（1981年） | ドク川口         |
| 3    | 2009/6/15  | 「ATVホームミラー」（1983年） | ドク川口         |
| 4    | 2009/6/22  | 「りんご台風」（1991年） | ドク川口         |
| 5    | 2009/6/29  | 青函連絡船最終便航行（1988年） | ドク川口         |
| 6    | 2009/7/6   | ATV開局15周年記念イベント「アップル'84」生中継 （弘前市・1984年）                                                                       | ドク川口         |
| 7    | 2009/7/13  | 「太公望バンザイスペシャル」（自社制作の釣り番組・1989年）                                                                              | ドク川口         |
| 8    | 2009/7/20  | 八戸三社大祭生中継（2000年） | ドク川口         |
| 9    | 2009/7/27  | 青森ねぶた生中継（1986年） | ドク川口         |
| 10   | 2009/8/3   | 「蟹田川いかだくだり大会」（当時の蟹田町・1987年）                                                                                      | ビーフ津田       |
| 11   | 2009/8/10  | 三内丸山遺跡発掘（1994年） | ビーフ津田       |
| 12   | 2009/8/17  | 津田アナの新人時代特集 （「ホームミラーウィークエンド90分」「ATVニュース」 「ロードショーどーでショー」・1988年）                       | ビーフ津田       |
| 13   | 2009/8/24  | あすなろ国体生中継（1977年） | ビーフ津田       |
| 14   | 2009/8/31  | 「風たちの玉手箱」（自社制作の紀行番組・2003年）                                                                                        | ビーフ津田       |
| 15   | 2009/9/7   | 十和田市秋まつり（1995年） | ドク川口         |
| 16   | 2009/9/14  | 「風が走る日」 （青函トンネル工事のドキュメント番組・1981年）                                                                           | ドク川口         |
| 17   | 2009/9/21  | ニシキヘビ騒動（1990年） | ドク川口         |
| 18   | 2009/9/28  | 「川ちゃんの昼まで待てない」 （『おしゃべりハウス』の人気グルメコーナー・1994年）                                                       | ドク川口         |
| 19   | 2009/10/5  | 原子力船むつ出港阻止（1974年） | ロレイン池田     |
| 20   | 2009/10/12 | 「トーク笑・なまるが勝ち」（1989年） | ロレイン池田     |
| 21   | 2009/10/19 | 「ふるさとの太宰治」（太宰のドキュメント番組・1973年）                                                                                  | ロレイン池田     |
| 22   | 2009/10/26 | 池田アナの新人時代 （秋季選抜小学生バレーボール青森県大会「ミルクカップ」より・2007年）                                                 | ロレイン池田     |
| 23   | 2009/11/2  | 東北新幹線はやて開業（当時の開業特番より・2002年）                                                                                      | ドク川口         |
| 24   | 2009/11/9  | ATV・CM部製作のCM集（鎌田屋の津軽漬-1993年、 黒石納豆CM「愛とナットーの日々」-1994年、酸ケ湯温泉CM-2000年）                             | ドク川口         |
| 25   | 2009/11/16 | 「サマーナイトスペシャル・THAT'S LIVE&LIVE」 （FM青森との共同制作による深夜長時間番組、FM青森からの進行は鈴木耕治と平山早苗。・1991年） | ドク川口         |
| 26   | 2009/11/23 | 「んだすけ八戸大作戦」 （八戸市広報番組から騎馬打毬の模様・1996年）                                                                     | ドク川口         |
| 27   | 2009/11/30 | 「40年後の青森テレビ」（2049年･もちろんフィクション）                                                                                   | ドク川口         |

- ニュース系の映像使用時は『ATVニュースワイドより』とテロップ表示されていた。
- 本放送では本家のテーマ曲[注釈 5]、映像紹介時に当時のヒット曲が流れていたが、著作権の問題からWEB上への公開時はBGMが全面差し替えとなっていた[注釈 6]。
- 当番組終了後は、『ラブリーATV』→『結集!青森力』→『ラブリーATV』という流れが『総力報道!THE NEWS』終了（『Nスタ』への改題）まで続き、2010年4月より『関口宏の東京フレンドパークII』に戻った。